# مسفرة (اسم)
مسفرة هو اسم علم مؤنث من أصل عربي، ومعناه هو الفصيحة في كلامها، من تبلغ مطلوبها بعبارة واضحة رصينة.

## وصلات خارجية
- موسوعة السلطان قابوس لأسماء العرب